# Капетан Леши
Капетан Леши је југословенски филм из 1960. године. Режирао га је Жика Митровић, који је написао и сценарио.
Овај акциони филм познат је као један од најпопуларнијих и комерцијално најуспешнијих остварења југословенске кинематографије. По жанру припада партизанском филму, али је Митровић, сместивши радњу на Косово и Метохију за и непосредно након Другог светског рата, настојао садржај очистити од службене идеологије, односно радњу и ликове више моделирати према вестернима, стављајући нагласак на сцене акције и хумора.

## Радња
Рамиз Леши је косовски Албанац и партизански капетан који има задатак да са јединицама КНОЈ-а ликвидира заостале балистичке банде на Космету (албански сепаратисти), али међу балистима је и капетанов брат. Смелим акцијама Леши уништава балисте и успева да врати брата на прави пут.

## Улоге
| Глумац                 | Улога                     |
| ---------------------- | ------------------------- |
| Александар Гаврић      | Капетан КНОЈ-а Рамиз Леши |
| Петре Прличко          | Шок                       |
| Димитар Костаров       | Коста                     |
| Рајнер Пенкерт         | Ахмет                     |
| Абдурахман Шаља        | Мајор КНОЈ-а Демир        |
| Марија Точиноски       | Вида                      |
| Елма Карлова           | Лола                      |
| Павле Вуисић           | Црноберзијанац            |
| Дарко Дамевски         | Скендер                   |
| Јован Ранчић           | Жути                      |
| Душан Антонијевић      | Јатак                     |
| Душан Тадић            | Ибрахим                   |
| Панче Камџик           | Поручник Петровић         |
| Златибор Стоимиров     | Бомбаш                    |
| Миливоје Поповић Мавид | Поручник Имер             |
| Душан Перковић         | Пуковник Бекер            |
| Валтер Брејер          | Хелмут                    |
| Ђорђе Ненадовић        |                           |
| Истреф Беголи          |                           |
| Ранко Брадић           |                           |
| Шани Паласка           |                           |
| Ацо Алексов            |                           |
| Шеват Кена             |                           |
| Сигфрид Бројер         |                           |
| Мухарем Ћена           |                           |
| Ранко Брадић           |                           |
| Драгослав Поповић      |                           |
| Шабан Гаши             |                           |
| Борис Бегинов          |                           |

Комплетна филмска екипа  ▼
| Редитељ                   | Живорад Жика Митровић |                                            |
| Сценариста                | Живорад Жика Митровић |                                            |
| Композитор                | Реxо Мулики           |                                            |
| Директор фотографије      | Бранко Иватовић       |                                            |
| Монтажер                  | Војислав Бјењаш       |                                            |
| Сценограф                 | Властимир Гаврик      |                                            |
| Уметнички директор        | Слободан Мијачевић    |                                            |
| Костимограф               | Божана Јовановић      |                                            |
| Одсек за шминку           | Иван Лалић            | шминкер                                    |
| Менаџер продукције        | Салко Бојчић          | вођа снимања (као С. Бојчић)               |
| Менаџер продукције        | Ђорђе Крстић          | директор филма                             |
| Менаџер продукције        | Драган Марковић       | помоћник директора филма                   |
| Менаџер продукције        | Божидар Митровић      | вођа снимања                               |
| Менаџер продукције        | Душан Перковић        | помоћник директора филма (као Д. Перковић) |
| Помоћник режије           | Дејан Косановић       | помоћник редитеља                          |
| Помоћник режије           | Светислав Павловић    | помоћник редитеља                          |
| Одсек за звук             | Драгољуб Гојковић     | тон мајстор (као Д. Гојковић)              |
| Специјални ефекти         | Предраг Стајић        | специјални ефекти                          |
| Одсек за камеру и расвету | Јосип Ергас           | вођа расвете                               |
| Одсек за камеру и расвету | Јован Керекеш         | вођа расвете                               |
| Одсек за камеру и расвету | Живорад Милић         | фотограф                                   |
| Одсек за камеру и расвету | Ђорђе Николић         | фотограф                                   |
| Одсек за камеру и расвету | Радивоје Николић      | пратилац камере                            |
| Одсек за камеру и расвету | Часлав Пантелинац     | пратилац камере                            |
| Одсек за монтажу          | Едмонд Рихард         | консултант за боју                         |
| Остала екипа              | Лидија Дебарлијева    | секретар режије                            |
| Остала екипа              | Љубица Леђанац        | секретар продукције                        |
| Остала екипа              | Едмонд Ричард         | немачки дијалог                            |

## Глас
- Драган Лаковић - Мајор Демир

## Занимљивости
- Наставак филма се зове „Обрачун“.
- Кроз филм се протеже песма „Капетан Леши“ коју је касније изводило (уз мање варијације) и неколико познатих певача и група: Наташа Владетић, Силвана Арменулић, Ненад Јовановић, Вокално-инструментални састав „Млади“.[3]
- Након филма је настао популарни стрип „Капетан Леши“.
- Поједини кадрови филма су снимани на локалитету Пешчане пирамиде у Миљевини, Република Српска, БиХ.[4]
- Лик капетана Лешија је настао по лику и делу партизанског герилца Ђоке Лекића из Бара. У једном мемоарском казивању, које је 1967. године забележио Павле Милошевић, Ђоко Лекић је описао акције које су вођене на Косову и Метохији, а које неодољиво подсећају на радњу филма Капетан Леши.[5]

## Културно добро
Југословенска кинотека је, у складу са својим овлашћењима на основу Закона о културним добрима, 28. децембра 2016. године прогласила сто српских играних филмова (1911-1999) за културно добро од великог значаја. На тој листи се налази и филм "Капетан Леши".